# Reserva nacional de Junín
La Reserva Nacional de Junín es un área protegida por el Estado. Está ubicada en los Andes centrales (en la meseta de Bombón), en los distritos de Carhuamayo, Ondores y Junín del departamento de Junín y en los distritos de Ninacaca y Vicco del departamento de Pasco, Perú. Este importante lugar se sitúa en la pampa de Junín (también conocida como altiplano de Bombón), en las inmediaciones del lugar de la histórica batalla de Junín a 4,100 m s. n. m. Tiene una extensión de 53 000 ha.
La mayor parte de su superficie está ocupada por el lago Junín (Chinchaycocha o de los Reyes) y en su área de influencia por pequeñas lagunas como Lulicocha, Chacacancha, Tauli, Cusicocha, Ahuascocha y Rusquicocha. El lago Junín es el segundo lago más extenso del Perú y uno de los principales tributarios de la cuenca del Amazonas. Cumple además una serie de servicios ambientales entre los que resaltan la regulación hídrica, la captación de agua, la generación hidroenergética y la conservación del equilibrio ecológico.
Las orillas del lago conforman pantanos y totorales que albergan una gran diversidad de aves migratorias y anfibios, que a su vez sustentan las poblaciones de vizcachas, cuyes silvestres, zorros, entre otras especies adaptados al clima de alta montaña de este sector de la puna húmeda.
Fue establecida como Reserva Nacional el 07 de agosto de 1974. El 20 de enero de 2001 fue designada sitio Ramsar.

## Vías de acceso
La vía más usada para llegar a la Reserva Nacional de Junín es a través de la carretera Central, tomando el desvío a Tarma en la Oroya y luego el desvío a Junín. Se llega a la localidad de Junín en aproximadamente 5 horas desde Lima. En época seca se puede utilizar dos vías alternativas para llegar a la zona, a través de la carretera Canta – Cordillera La Viuda – Pasco, en un tiempo aproximado de seis horas. La segunda ruta menos conocida es la de Canta – La Viuda (Yatac) – Marcapomacocha – Corpacancha – Conocancha – Atocsaico – La Cima – Junín.